# 江西林
江西林，是台灣南投縣竹山鎮的一個傳統地域名稱，位於該鎮北部偏東。相較於今日行政區，其範圍大致包括延正里南大半部、延平里、山崇里東南側凸出部分。

## 歷史
台灣清治末期至日治初期，江西林地區為一街庄，稱為「江西林庄」，隸屬於沙連堡。該庄北與香員腳庄、社藔庄為鄰，東北與後埔仔庄為鄰，東及東南與初鄉庄為鄰，南邊為筍仔林庄、埔心仔庄，西邊為竹圍仔庄。
1901年（日治明治三十四年）11月，全台廢縣廳改設二十廳，該庄隸屬於斗六廳。1903年（明治三十六年）6月，該庄編入「林圮埔區」，隸屬於南投廳。1909年（明治四十二年）10月，合併二十廳為十二廳，林圮埔區改隸屬於南投廳。1920年（大正九年），全台地方制度大改正，廢十二廳改設五州二廳，該庄改制為「江西林」大字，隸屬於臺中州竹山郡竹山庄。1931年，竹山庄升格為竹山街。
戰後竹山街改制為竹山鎮，隸屬於臺中縣，大字亦改制為里。1950年10月，中、彰、投分治，竹山鎮改隸屬南投縣。

## 聚落
本地區發展較早的聚落有坪頂埔、檨仔腳尾、江西林、溪尾藔、過溪、東埔蚋、藤湖等，在日治期初期的官方地圖上已有記載。此外，本地區尚有木屐藔、延平、牛頭埔等聚落。

## 交通
國道3號又稱「福爾摩沙高速公路」，是貫穿台灣西部的兩條縱向高速公路之一，大致以北北西—南南東走向繞大彎轉東南東—西北西走向經過江西林地區北部、中部及西部，並於本地區北部邊界外緣設有竹山交流道，且以連絡線與省道台3線相接。由此可快速前往台灣南北各地。
省道台3線（集山路二段～三段）俗稱「內山公路」，是臺北至屏東的幹道，大致以東北微北—西南微南走向由本地區北部邊界中央偏東入境後，轉南南東蜿蜒而行，其後轉西南跨越東埔蚋溪延平橋後略轉南南西蜿蜒而行，其後轉西南於本地區南部邊界中央出境。由該道路向東北經國道3號竹山交流道連絡道路口後轉西北微北再轉北可前往名間、南投、草屯、霧峰等地；向西南可前往竹山市區、林內、斗六、古坑等地。
縣道151號（東鄉路）是延平至溪頭的道路，其西北側端點位於本地區南部延平聚落的省道台3線路口。由此向東北東轉東南東，經縣道151甲線終點路口後續行，甚後轉東北跨東埔蚋溪初鄉橋出境，可前往初鄉、羗子寮、車輄寮、內樹皮並止於溪頭收費停車場。
縣道151甲線（保甲路）是延平至保甲的道路，全線位於本地區境內，其西北側端點位於本地區中部偏東南的省道台3線路口。由此向南南東行，其後轉南微西並止於縣道151號路口。
鄉道投46線（公正巷、延正路）是下坪至延平的道路，其東側端點位於本地區南部延平聚落的省道台3線路口。由此向西北西行經竹山工業區後，轉北北西蜿蜒而行，經國道3號涵洞後轉西北，經坪頂埔聚落後轉西南，其後轉南南東跨越國道3號後，轉西南再轉南再轉南南西於本地區西部邊界南側出境，可前往竹圍子地區東部並止於鄉道投45線路口。
鄉道投55線（延山路）是延平至崩崁頭的道路，其西北側端點位於延平聚落的縣道151號路口。由此向東南蜿蜒而行，出境後可前往筍子林、小半天、內樹皮並止於縣道151號另一路口。

## 學校
- 延平國小

## 產業
- 竹山工業區